# کبری رضایی
کبری رضایی (زادهٔ حدود ۱۳۶۸/۱۳۶۹ – درگذشتهٔ ۴ اردیبهشت ۱۴۰۴، ورامین) دختر مهاجر هزاره و افغانستانی بود که پس از ناپدید شدن قریب به ۵۰ روز، جسد مثله‌شده‌اش در شهر پیشوا (شرق استان تهران) یافت شد.  قاتل او مرد ایرانی و دارای همسر است. کبری که در کارخانه‌ای در حومه تهران به‌عنوان کارگر فعالیت داشت، به‌نام شقایق رضایی نیز شناخته می‌شد.

## ربایش و قتل
- کبری حدود ۵۰ روز قبل از کشف جسد در مسیر محل کار ربوده شد. ابتدا بخش‌هایی از بدن او در یک سطل زباله پیدا شد و پس از تأیید هویت با آزمایش DNA، تحقیقات به خانه‌ای در پاکدشت منجر شد که دیگر اجزای جسد در آنجا کشف شدند؛ قاتل با استفاده از اسید تلاش کرده آثار جرم را از بین ببرد.[۲]
- سپس فرد ایرانی ۳۲ ساله با نام کوتاه «ع.خ»، نگهبان کارخانه و از همکاران کبری، شناسایی و دستگیر شد؛ او پس از مواجهه با شواهد، ابتدا اعتراف کرد که در «عصبانیت شدید» پس از اطلاع از نامزدی کبری، قتل را انجام داده و سپس با اسید آثار آن را پنهان کرده است.[۳]

### مراسم خاک‌سپاری
مراسم تشییع پیکر کبری، مهاجر افغانستانی، روز دوشنبه ۱۹ خرداد، در فضایی تحت کنترل شدید امنیتی برگزار شد. برخی از حاضران گفته‌اند که اجازه فیلم‌برداری و گفت‌وگو به آنان داده نشده است. یکی از شرکت‌کنندگان در مراسم نقل کرده است که خانواده کبری امکان گفت‌وگو با رسانه‌ها را ندارد. همچنین، یکی از بستگان اعلام کرده که از خانواده خواسته شده برای اجرای حکم قصاص پیگیری نکنند. حضور خواهر کبری با صورتی کاملاً پوشیده در مراسم، برای برخی نشانه‌ای از فضای پرفشار و نگران‌کننده‌ای بود که این خانواده در آن قرار دارد.

### روند قضایی
- پرونده پس از تشکیل کیفرخواست وارد دادگاه کیفری استان تهران شد، با سه قاضی عالی‌رتبه بررسی شد و قاتل در صورت درخواست قصاص توسط خانواده، با مجازات قصاص مواجه خواهد شد. همچنین اتهامات قتل عمد، مثله جسد و محو شواهد جنایی از دیگر عناوین اتهامی اوست.[۵]
- رسانه‌های داخلی از قطعی‌بودن بازداشت و اعتراف قاتل خبر دادند، اما تا لحظه تهیه مدخل حکم دادگاه صادر نشده است.

### واکنش‌ها
- سفارت طالبان در تهران، نهادهای حقوق بشری افغانستانی و فعالان حوزه زنان، به برخورد سریع، شفاف و «بدون اغماض» با قاتل فراخوانده‌اند.[۶]
- کاربران ایرانی و افغانستانی در شبکه‌های اجتماعی این رویداد را مصداقی از خشونت سیستماتیک علیه مهاجران افغانستانی دانسته و خواستار قطع «سکوت رسانه‌ای» و ارتقای حمایت حقوقی از آنان شده‌اند.[۵]

### اهمیت موضوع
- قتل کبری تکرار نگرانی‌ها درباره وضعیت مهاجران افغانستانی در ایران است و فعالان می‌گویند این جنایت، زندگانی پرمخاطره زنان مهاجر در سایه خلأ حمایت حقوقی را برجسته کرده است.[۶]
- وکلا و کارشناسان حقوقی اعلام کرده‌اند که نادیده گرفتن توجه رسانه‌ای چنین پرونده‌هایی می‌تواند اعتماد عمومی را به سامانه قضایی ایران تضعیف کند.[۴]